# Барри, Мамаду Тьерно
Мамаду Тьерно Барри (фр. Mamadou Thierno Barry; род. 20 марта 2005) — сенегальский футболист, защитник клуба «Юнион».

## Клубная карьера
Барри — воспитанник футбольной академии «Маваде Ваде». В 2024 году игрок подписал профессиональный контракт с норвежским «Тромсё». 1 мая в поединке Кубка Норвегии «Волеренги» Тьерно дебютировал за основной состав. 25 мая в матче против «Фредрикстад» он дебютировал в Типпелиге. 22 сентября в поединке против «Саннефьорда» Мамаду забил свой первый гол за «Тромсё». В начале 2025 года Барри перешёл в бельгийский «Юнион».